# Ameisensäure-Brennstoffzelle
Die Ameisensäure-Brennstoffzelle (FAFC von englisch: Formic acid fuel cell) ist eine Brennstoffzelle, bei der Ameisensäure als Brennstoff benutzt wird. Als Elektrolyt wird, wie bei der DMFC, eine protonenleitende Membran (zum Beispiel Nafion) verwendet. Wegen ihrer geringen Leistungsdichte ist sie hauptsächlich zum Einsatz in kleinen elektronischen Geräten wie Mobiltelefonen geeignet.

## Unterschiede gegenüber anderen Brennstoffzellen
Ameisensäure-Brennstoffzellen wandeln zur Stromabgabe Ameisensäure und Sauerstoff in Kohlenstoffdioxid und Wasser um. Bei früheren Untersuchungen wurde Ameisensäure als brauchbarer Brennstoff ausgeschlossen, da sie bei Experimenten mit klassischen Katalysatoren, wie zum Beispiel Platin, hohe elektrochemische Überspannungen zeigte, was eine geringe Leistungsdichte und Lebensdauer bedeutete.
In den letzten Jahren fanden Forscher (speziell Richard Masels Gruppe von der University of Illinois at Urbana-Champaign) jedoch heraus, dass die geringe Leistung an der Verwendung von Katalysatoren aus Platin lag, die derzeit bei den meisten gebräuchlichen Brennstoffzellen verwendet werden. Wird stattdessen Palladium verwendet, lässt sich eine Leistung erzielen, die noch über der einer Direktmethanolbrennstoffzelle liegt.
Andere Ansätze basieren auf Ruthenium-Komplexen als Katalysator. Mit einem Ruthenium-Phosphan- bzw. -Diphosphan-Katalysator (RuCl2(PPh3)2) konnten 2008 durch Forscher aus Rostock erstmals nahezu 100 %-Ausbeuten erzielt werden, bei einem Wirkungsgrad der ca. dreimal so hoch war als er bislang mit einem solchen Material erreicht wurde. Als Energieträger dient flüssige Ameisensäure.
Im Projekt „HYFORM-PEMFC“ der GRT Group und einer Forschungsgruppe der Ecole polytechnique fédérale de Lausanne (EPFL) wurde 2018 auf Basis eines Ruthenium-basierten Katalysators eine neue integrierte Methansäure-Wasserstoff-Brennstoffzelle entwickelt, die sowohl für den Hausgebrauch als auch für industrielle Anwendungen geeignet ist. Die HYFORM-PEMFC-Anlage produziert bis zu 7000 kWh pro Jahr und hat eine Nennleistung von 800 Watt.